# Barcaldine Castle

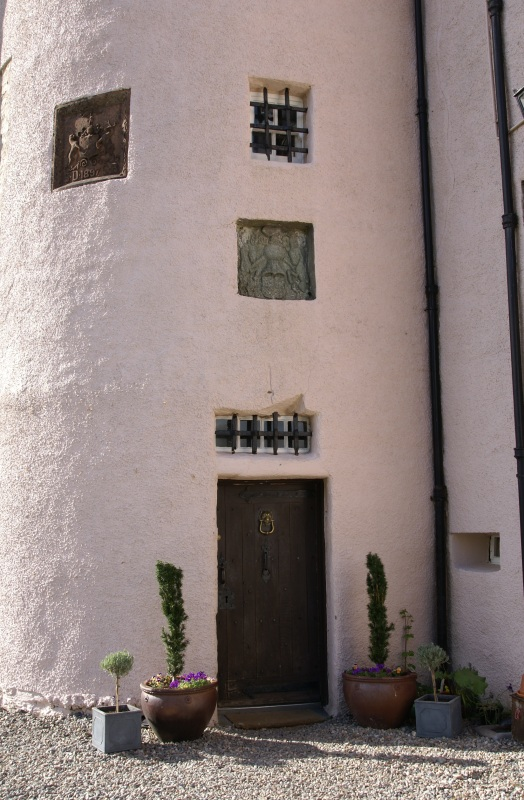
De toegang tot het kasteel aan de oostzijde van de traptoren.

Barcaldine Castle, ook bekend als het Black Castle of Barcaldine (Zwarte kasteel van Barcaldine), is een vroeg-zeventiende-eeuws kasteel, zo'n 6,4 kilometer ten noorden van Connel en 5,6 kilometer ten westen van Barcaldine gelegen in de Schotse regio Argyll and Bute. Het kasteel ligt vijfhonderd meter af van de zuidzijde van Loch Creran.

## Geschiedenis
In 1597 verkreeg de familie Campbell de landgoederen waar Sir Duncan Campbell, zevende Laird van Glenorchy, tussen 1601 en 1609 Barcaldine Castle liet bouwen.
In 1645 en 1687 was het kasteel van een garnizoen voorzien.
In de jaren tachtig van de zeventiende eeuw vielen de Campbells van Barcaldine het graafschap Caithness binnen in de hoop uitstaande schulden betaald te krijgen. Zij wisten het graafschap niet te veroveren, maar werden gecompenseerd met het graafschap van Breadalbane.
In 1698 was het kasteel bouwvallig en hoewel er aan het begin van de achttiende eeuw reparatiewerkzaamheden werden uitgevoerd, woonde de familie in 1724 zeker in het nieuwgebouwde Barcaldine House.
In 1752 waren de Campbells van Barcaldine betrokken bij de moord op Sir Colin Campbell van Glenure, bijgenaamd de Rode Vos, die voorkomt in de roman Kidnapped van Robert Louis Stevenson. John Campbell van Barcaldine, halfbroer van de Rode Vos, beschuldigde James Stewart van de moord op de Rode Vos en liet hem ophangen, hoewel twaalf van de vijftien juryleden Campbells waren.
In 1841 werden de Campbells van Barcaldine verheven tot baronet. In 1842 verkocht de familie het kasteel. In 1896 kocht de familie het kasteel weer terug. Tussen 1897 en 1911 werd het kasteel gerestaureerd onder leiding van Alexander Buttar.

## Bouw
Barcaldine Castle is een woontoren met een L-vormige plattegrond. Het kasteel bestaat uit drie verdiepingen en een zolder. In de binnenste hoek van de "L" bevindt zich een ronde traptoren. De woontoren is op elk van de hoeken voorzien van een erkertoren. De ingang bevindt zich onderaan de traptoren en bestaat uit een ijzeren hek achter een eikenhouten deur. De kelderverdieping is gewelfd; hierin bevinden zich de keuken en voorraadkelders.

## Folklore
In de negentiende eeuw stierf Harriet, de zus van de toenmalige eigenaar, in het kasteel; zij waart er sindsdien rond als een blue lady (blauwe dame). Op winderige nachten zou men haar er een piano kunnen horen bespelen.

## Beheer
Barcaldine Castle is privé-eigendom van de Campbells van Barcaldine. In het kasteel is een B&B gevestigd.